# 戈伊托
戈伊托（義大利語：Goito），是意大利曼托瓦省的一个市镇。总面积78平方公里，人口10243人，人口密度131.3人/平方公里（2009年）。国家统计（ISTAT）代码为020026。

## 友好城市
- 德国拜恩富尔特 2005年